# Златин Радев
Златин Кирилов Радев е български режисьор на анимационни филми.

## Биография
Роден е през 1960 г. в София. Завършва Националното училище за изящни изкуства „Илия Петров“, а през 1990 г. Националната академия за театрално и филмово изкуство със специалност анимационна режисура. През 1991 – 1992 г. специализира компютърна анимация в Училището по визуални изкуства Gobelins в Париж.
През 1986 г. създава първия си авторски филм – „Само за мъже“, който получава награда от фестивала в Бабелсберг, Германия и включен в програмата „Най-доброто от анимацията“ в Мюнхен, а през 1990 г. създава късометражния филм „Консервфилм“, с който получава 20 награди от целия свят и е номиниран за „Оскар“ през 1991 г.
В периода 1993 – 1996 г. участва в създаването на специални визуални ефекти и миниатюри за игрални филми. През 1996 г. завършва втората версия на „Шок“, която участва в официалната селекция на 11 международни фестивали и е награден в Сан Хосе – Калифорния, Южна Корея, Испания, Турция, Украйна, Гърция, Русия.
От 1997 до 2004 г. е изпълнителен продуцент на редица филми от Студия „Бояна“ за български, германски и френски компании. От 2005 г. работи като сценарист и режисьор върху пълнометражния филм The Junks, копродукция между България, Канада, Германия и Великобритания. В периода 1995 – 1999 г. е част от управителния съвет на организацията за авторски права ФИЛМАУТОР, а от 1997 до 2004 г. – в управителния съвет на студия „Бояна филм“ като ръководител на дирекция „Анимация“.
От 2001 до 2006 г. преподава анимация в Националната академия за театрално и филмово изкуство в София.